# 大厂茶
大厂茶（学名：Camellia tachangensis）为山茶科山茶属的植物，是中国的特有植物。分布于中国大陆的广西、云南、贵州等地，目前尚未由人工引种栽培。

## 异名
- Camellia quinquelocularis H. T. Chang et S. Y. Liang ex H. T. Chang
- Camellia tetracocca H. T. Chang